# Charlize Andrews
Charlize Andrews, född 26 december 2001 i Brisbane, är en australisk vattenpolospelare som år 2022 debuterade i Australiens damlandslag i vattenpolo i samband med FINA Water Polo World League Intercontinental Cup i Peru.
I OS-sammanhang debuterade Andrews vid olympiska sommarspelen 2024 i Paris där det blev OS-silver i damernas turnering i vattenpolo vid olympiska sommarspelen 2024.